# Trouble in Paradise
Trouble in Paradise – drugi album studyjny brytyjskiego duetu La Roux, wydany w lipcu 2014 przez wytwórnię Polydor Records. W Stanach Zjednoczonych płyta ukazała się nakładem Cherrytree Records oraz Interscope Records. Ben Langmaid opuścił La Roux w trakcie pracy nad płytą w 2012 roku i została ona wydana samodzielnie przez wokalistkę Elly Jackson.
Prace nad płytą rozpoczęły się już w 2010 roku, jednak zostały one opóźnione przez problemy ze strunami głosowymi wokalistki, a także odejście Bena Langmaida z powodu różnic artystycznych. Nagrywanie materiału ostatecznie dobiegło końca na początku 2014 roku. Stylistycznie album odbiegał od pierwszej płyty La Roux i choć również był inspirowany muzyką lat 80., to jednak prezentował cieplejsze brzmienie łączące synth pop, disco i funk. Choć krążek nie powtórzył komercyjnego sukcesu debiutanckiej płyty i nie wylansował przeboju na miarę „Bulletproof”, to spotkał się z bardzo pozytywnym przyjęciem krytyków muzycznych. Został też uznany za jeden z najlepszych albumów 2014 roku według takich źródeł jak The Guardian i New Musical Express.

## Lista utworów
1. „Uptight Downtown” – 4:22
2. „Kiss and Not Tell” – 3:53
3. „Cruel Sexuality” – 4:15
4. „Paradise Is You” – 5:11
5. „Sexotheque” – 4:18
6. „Tropical Chancer” – 3:31
7. „Silent Partner” – 7:01
8. „Let Me Down Gently” – 5:40
9. „The Feeling” – 4:06

## Pozycje na listach
| Kraj              | Pozycja |
| ----------------- | ------- |
| Wielka Brytania   | 6       |
| Irlandia          | 15      |
| Niemcy            | 33      |
| Austria           | 50      |
| Szwajcaria        | 17      |
| Francja           | 53      |
| Belgia            | 19      |
| Holandia          | 48      |
| Norwegia          | 38      |
| Polska            | 44      |
| Australia         | 28      |
| Stany Zjednoczone | 20      |